# Сирл-Доули, Джеймс
Джеймс Сирл-Доули (англ. James Searle Dawley, подписывался J. Searle Dawley; 30 мая 1877 — 30 марта 1949) — американский кинорежиссёр и сценарист, который снял 149 немых фильмов.
В 1895—1907 годах работал как театральный актёр и режиссёр в Денвере. В 1907 году был привлечён Эдвином Портером к работе на киностудии Эдисона. На протяжении года работал ассистентом Портера, в 1908 году снял первый самостоятельный фильм. В 1910 году стал одним из основателей студии Balboa в городе Лонг-Бич в Калифорнии.
В конце 1920-х годов отошёл от киноиндустрии и в 1930-е годы работал в области радиовещания.

## Фильмография
- Спасенный из орлиного гнезда (1908)
- Гензель и Гретель (1909)
- Франкенштейн (1910)
- Рождественская песнь (1910)
- Атака лёгкой кавалерии (1912)
- Хвост старой мартышки (1913)
- Хульда из Голландии (1913)
- The Old Monk's Tale (1913)
- An American Citizen (1914)
- Четыре пера (1915)
- Белоснежка (1916)